# Cervià de Ter
Cervià de Ter ist eine katalanische Gemeinde in der Provinz Girona im Nordosten Spaniens. Sie liegt in der Comarca Gironès.

## Geografie
Cervià de Ter liegt in der Provinz Girona in der Autonomen Gemeinschaft Katalonien am linken Ufer des Flusses Ter.

### Nachbargemeinden
Die Nachbargemeinden sind Bordils, Sant Joan de Mollet, Sant Jordi Desvalls, Sant Julià de Ramis, Viladasens und Vilademuls.

## Sehenswürdigkeiten
- romanisches Kloster Santa Maria de Cervià
- Schloss Cervià de Ter
- Pfarrkirche Sant Genís

## Persönlichkeiten
- Lorenzo Pagans (1833–1883), Tenor, Musiker und Komponist